# Гильчер, Михаил Эммануилович
Михаил Эммануилович Гильчер (23 мая 1874—?) — русский учёный, правовед, юрист.

## Биография
Михаил Эммануилович Гильчер родился 23 мая 1874 года в Одессе в семье адвоката Эммануила Михайловича Гильчера и Софьи Григорьевны Гильчер (1841 — 18 октября 1913, Одесса). В 1895 году с серебряной медалью окончил юридический факультет Новороссийский университет, слушал лекции в Гейдельбергском, Марбургском и Парижском университетах. Был присяжным поверенным в Одессе, затем в Хабаровске, где был также избран председателем городского совета старшин.
Состоял преподавателем юридического факультета в Харбине по римскому праву с 1920 года. Планировалось, что в 1920 году он будет читать общую теорию права из расчёта 2 часа в неделю. Однако данные о том, что он действительно преподавал этот предмет, отсутствуют. Н. П. Автономов в своём очерке указывал следующие предметы, которые преподавал Гильчер: «Китайское гражданское право, китайский гражданский процесс, гражданский процесс Китая и СССР, вёл практические занятия по римскому праву». На факультете М. Э. Гильчер работал с 1920 года по 1929/1930 академический год.

## Семья
Брат — видный украинский учёный-медик, акушер-гинеколог, профессор Александр Эммануилович Гильчер (13 октября 1877 — ?), заведующий гинекологической лабораторией Всеукраинского научно-исследовательского института курортологии и физиотерапии в Одессе.

## Труды
По международному частному праву М.Э. Гильчер написал следующие работы:
- «Очерки китайского акционерного права»
- «Вопросы о применении советских законов в китайских судах»
- «Национальность акционерных обществ».

Художественные произведения:
- Сунгарийские вечера. Тетрадь 1 под редакцией М. Э. Гильчера, В. Я. Ротта, С. Скитальца (С. Г. Петров). Издание литературно-художественного кружка при Харбинском коммерческом собрании. Харбин, 1923.